# International Indian Film Academy Award
Die International Indian Film Academy Awards (kurz IIFA Awards) sind Preise der Hindi-Filmindustrie. Sie werden seit dem Jahr 2000 jährlich auf einer Galaveranstaltung außerhalb Indiens verliehen.
Veranstalter ist die Eventmanagementfirma Wizcraft International Entertainment, die auch hinter der IIFA steht. Diese hat es sich zur Aufgabe gemacht, den indischen Film (d. h. den Hindi-Film) jenseits von Indien bekannt zu machen und ihn auf internationaler Ebene zu etablieren.
Die IIFA ist seit 2003 in Form einer Stiftung organisiert und wird von einem Beraterstab aus Personen der Filmindustrie unterstützt. Diesem gehören Amitabh Bachchan, Ramesh Sippy, Jyoti Prakash Dutta, Vinod Khanna, Jaya Bachchan, Pahlaj Nahalani, Shyam Shroff und David Dhawan an.
Die Vertreter der Hindi-Filmindustrie wählen die Filme und Personen zur Nominierung aus. Die Gewinner werden in einer weltweiten öffentlichen Fan-Wahl via MSN bestimmt.
Die Preisstatuette ist etwa 45 cm groß und besteht aus Messing mit einem 24-Karat-Gold-Überzug. Sie stellt eine Sonne dar. Zwei verlängerte Strahlen symbolisieren das Zusammentreffen des indischen Films mit dem Weltkino, die insgesamt neun Sonnenstrahlen stehen für die neun Navrasas.
Die Preisgalas fanden in den folgenden Städten statt:
- 2000 – London, Vereinigtes Königreich
- 2001 – Sun City, Südafrika
- 2002 – Genting Highlands, Malaysia
- 2003 – Johannesburg, Südafrika
- 2004 – Singapur
- 2005 – Amsterdam, Niederlande
- 2006 – Dubai, Vereinigte Arabische Emirate
- 2007 – Sheffield, Vereinigtes Königreich[1]
- 2008 – Bangkok, Thailand
- 2009 – Macau, China
- 2010 – Colombo, Sri Lanka
- 2011 – Toronto, Kanada
- 2012 – Singapur
- 2013 – Macao, China
- 2014 – Tampa, USA

Die Preise wurden für das vorhergehende Kalenderjahr vergeben, im Jahr 2000 also die Filme des Jahres 1999 geehrt.

## Preise
| - Bester Film - Beste Regie - Bester Hauptdarsteller - Beste Hauptdarstellerin - Bester Nebendarsteller - Beste Nebendarstellerin - Bester Schurke - Bester Komiker - Beste Musik - Bester Liedtext - Bester Playbacksänger - Beste Playbacksängerin - Bester Debütant - Beste Debütantin - Lebenswerk | - Bestes Szenenbild - Beste Kamera - Bester Schnitt - Beste Choreografie - Beste Story - Bestes Drehbuch - Bester Dialog - Beste Hintergrundmusik - Beste Liedaufnahme - Bester Ton - Beste Tonmischung - Beste Stuntregie - Beste visuelle Effekte - Bestes Kostüm - Bestes Make-up | - Style Diva of the Year - Style Icon of the Year - Personality of the Year - Glamour Star of the Year (männlich) - Glamour Star of the Year (weiblich) - Sony Faces of the Year - Innovation in Indian Cinema |

## Preise, die nur einmal verliehen wurden
- IIFA Award - Most Popular Actor an Shah Rukh Khan (2000)
- IIFA Award - Outstanding Indian Achievement in World Cinema an Shekhar Kapur (2000)
- IIFA Award - Outstanding Achievement in International Cinema an East is East (2000)
- IIFA Award - Excellence in International Cinema an Jackie Chan (2000)
- IIFA Award - Outstanding Achievement in International Cinema an Mira Nair (2001)
- IIFA Award - Invaluable Contribution to Indian Cinema an Yash Chopra (2002)
- IIFA Award - Best Debut Director an Farah Khan für Main Hoon Na (2005)
- IIFA Award - Idea Creative Person of the Year an Nagesh Kukunoor für Iqbal und Pradeep Sarkar für Parineeta (2006)
- IIFA Award - Tiara Biggest Entertainer of the Year an No Entry (2006)
- IIFA Award - Special Honour an Eros Entertainment (2007)
- IIFA Award - Creative Person of the Year an Rakesh Roshan für Krrish (2007)